# Saksofon
Saksofon (skraćeno "Sax") je glazbalo izrađeno od metala, no uvrštava se među drvene puhačke instrumente zbog svoje mehanike (čunjasta cijev i tehnika su slične oboi) i originatora tj. faktora koji proizvodi ton (jednostrukog jezička koji je sličan klarinetovom). Sastoji se od jezička, usnika, lulice i samog tijela glazbala.

## Povijest
Saksofon je izumio 1840. Antoine Joseph Sax, poznati tvorac limenih puhačkih glazbala te ga prijavljuje 1846.g. kao patent od 7 glazbala. Saksofon je jedan od rijetkih instrumenata koji je nazvan po svom izumitelju.
Antoine Joseph Sax vodio se iskustvima dotadašnjih instrumenata, pa saksofon ima usnik sličan klarinetu, mehanizam i prstna tehnika najsličniji su mu oboi.
U početku se saksofon koristi samo u vojnim orkestrima i to najviše u Francuskoj, Belgiji, Engleskoj i SAD-u. U simfonijskim orkestrima upotrebljava se vrlo rijetko, uglavnom za izvođenje solo dionica. Veliki glazbenici poput Hector Berlioza, Gioachino Rossinia i Straussa ubrzo zapažaju zvučne sposobnosti ovog novog instrumenta i počinju ga koristiti u svojim glazbenim kompozicijama.
Saksofon svoju slavu steče tek krajem 1920-tih kada se njegova primjena i afirmacija pronalazi u jazzu. U tom periodu u Americi se proizvodi više od 100.000 saksofona, a do kraja desetljeća svira ga milijun i pol Amerikanaca, neki bolje a neki lošije. Postaje jedan od najviše upotrebljavanih i najomiljenijih instrumenata širom svijeta, sinonim u jazz glazbi 20. stoljeća. Danas se sax često pojavljuje u rock i pop glazbi kao i u jazzu i to u solističkim dionicama.
Također se sve više koristi i u narodnoj glazbi, posebno u vlaškoj narodnoj pjesmi i sviranju kola; neizostavno je glazbalo u narodnim orkestrima s područja Rumunjske.[nedostaje izvor]

## Vrste saksofona
Porodica saksofona obuhvaća sedam instrumenata od alta do basa. Najviše se upotrebljavaju sopran, alt, tenor i bariton, dok se za početak učenja koristi najčešće alt saksofon.

Kada se prvi put sretnete sa saksofonom najduže se radi na samom upoznavanju instrumenta, postavi usnica i disanju. Saksofon je instrument lijepog i toplog tona i velikih tehničkih mogućnosti.

##### Osnovne registarske varijante:
- Sopranino
- Sopran
- Alt
- Tenor
- Bariton
- Bas
- Kontrabas

Transponiraju naizmjenično još u "Es" (ili "F") i "B" (ili "C", tj. bez transpozicije), pomičući se još – ovisno od registara – za jednu, dvije ili tri oktave naniže.

## Vanjske poveznice
- Članci o saksofonu  Arhivirana inačica izvorne stranice od 6. veljače 2009. (Wayback Machine)
- Adolphe Sax